# Alto Tormes
L'Alt Tormes és una comarca natural espanyola pertanyent geogràficament a l'extint Regne de Lleó que en 1833 es va dividir en les actuals províncies de Salamanca i Àvila, ambdues en la Comunitat autònoma de Castella i Lleó. En la part abulense queden algunes influències culturals i de vocabulari charro com la utilització d'expressions com "vaite" en comptes de "vete", "pardal" per a nomenar un ocell o "barruntar" per a referir-se a "sentir". La part salmantina, que forma part de la comarca de Guijuelo com subcomarca, comprèn 7 municipis: Cespedosa de Tormes, Gallegos de Solmirón, Navamorales, Puente del Congosto, El Tejado, Guijo de Ávila i La Tala. Alguns dels municipis abulenses són: Aldeanueva de Santa Cruz, Avellaneda, Becedas, Bohoyo, Gil García, Hoyorredondo, Junciana, El Barco de Ávila, El Losar del Barco, La Aldehuela, La Horcajada, Los Llanos de Tormes, Malpartida de Corneja, Medinilla, Navalonguilla, Neila de San Miguel, Piedrahíta, Puerto Castilla, San Bartolomé de Corneja, Santa María de los Caballeros, Santa María del Berrocal, Santiago del Collado, San Lorenzo de Tormes, San Miguel de Corneja, Solana de Ávila i Villar de Corneja.